# 316 f.Kr.

## Händelser

### Efter plats

#### Makedoniska riket
- Eumenes och Antigonos (Kassanders rivaler om kontrollen över Makedonien) möts i slaget vid Gabiene i Medien nordväst om Susa. Antigonos besegrar Eumenes, med hjälp av Seleukos och Peithon (satraper i Babylonien respektive Medien). Resultatet av slaget är inte avgörande, men några av Eumenes soldater tar saken i egna händer. När de får veta att Antigonos har tagit många av deras hustrur, barn och det samlade bytet efter nära 40 års krigande börjar de i hemlighet förhandla med Antigonos för att återfå dessa. De överlämnar Eumenes och hans äldre officerare till Antigonos i utbyte mot sitt byte och sina familjer. Eumenes avrättas av Antigonos efter en vecka i fångenskap.

#### Grekland
- Kassander återvänder från Peloponnesos och besegrar Makedoniens regent Polyperkhon i ett fältslag. Därefter blockerar han Olympias (den avlidne Alexander den stores mor) i Pydna, där hon kapitulerar. Kassander tar Alexanders änka Roxana och deras son Alexander IV av Makedonien i förvar.
- Olympias döms till döden av Kassander, men hans soldater vägrar utföra avrättningen. Hon dödas dock så småningom av släktingar till personer hon har låtit avrätta.
- Kassander gifter sig med Alexander den stores halvsyster Thessaloniki. Dessutom låter han spärra in Alexanders änka Roxana och deras son Alexander i Amfipolis i Thrakien. De ses aldrig mer vid liv.
- Thebe, som Alexander den store har förstört, börjar återuppbyggas av Kassander med hjälp av atenska medborgare.

#### Sicilien
- Syrakusas nya tyrann Agathokles utökar sitt styre till att omfatta det mesta av ön.

#### Romerska republiken
- Romarna skickar en armé, ledd av diktatorn Quintus Fabius Maximus Rullianus, att erövra staden Luceria från samniterna, eftersom de siktar till att erövra Apulien. De lider ett svårt nederlag i slaget vid Lautulae och samniterna marscherar på, tills de står så nära Rom som 32 kilometer.

#### Kina
- Kung Huiwen av Qin bestämmer sig, på inrådan av general Sima Cuo, för att invadera och annektera de gamla staterna Ba och Shu i Sichuan, för att öka Qins jordbruksproduktion och skaffa sig en strategisk plattform för att besegra staten Chu.

## Födda
- Arsinoe II, drottning av Thrakien och senare medregent av Egypten med sin bror och make Ptolemaios II (död 270 f.Kr.)

## Avlidna
- Olympias, epirotisk prinsessa, hustru till den makedoniske kungen Filip II och mor till Alexander den store (avrättad; född omkring 376 f.Kr.)
- Eumenes, grekisk general och diadok (avrättad; född omkring 362 f.Kr.)
- Sun Bin, kinesisk militärstrateg och general från staten Qi